# Neoseiulus marginatus
Neoseiulus marginatus är en spindeldjursart som först beskrevs av Wainstein 1961.  Neoseiulus marginatus ingår i släktet Neoseiulus och familjen Phytoseiidae. Inga underarter finns listade i Catalogue of Life.